# Born and Raised In Compton
"Born And Raised In Compton" é o single de estreia do rapper e produtor americano DJ Quik, lançado como o primeiro single oficial de seu primeiro álbum de estúdio de uma grande gravadora, Quik Is the Name. A faixa foi escrita e produzida pelo próprio DJ Quik. Foi lançada no dia 15 de Janeiro de 1991 pela Profile Records.

## Gráficos
Ele estreou no número 16 em 1º de junho de 1991 na Billboard Hot R&B/Hip-Hop Songs e passou 14 semanas na parada.
| Gráficos (1991)      | Posição de pico |
| -------------------- | --------------- |
| US R&B/Hip-Hop Songs | 16              |

## Lista de Faixas
- Single CD

1. "Born and Raised in Compton" – 3:25

## Amostras
A música traz amostras de "Hyperbolicsyllabicsesquedalymistic" de Isaac Hayes, "Hardcore Jollies" de Funkadelic, "She's Not Just Another Woman" de 8th Day e "Compton's N the House" de N.W.A.